# Distretto di Cayarani
Il distretto di Cayarani è uno degli otto distretti della provincia di Condesuyos, in Perù. Si trova nella regione di Arequipa e si estende su una superficie di 1.395,67 chilometri quadrati.

Istituito il 2 gennaio 1857, ha per capitale la città di Cayarani; al censimento 2005 contava 2.623 abitanti.